# Wir sind Papst!

Titelseite der Bild-Zeitung zur Wahl Joseph Kardinal Ratzingers vom 20. April 2005

„Wir sind Papst!“ war eine Schlagzeile der Boulevardzeitung Bild am 20. April 2005, einen Tag nach der Wahl Joseph Kardinal Ratzingers zum Papst. Im Laufe des Jahres 2005 und der darauf folgenden Jahre wurde die Schlagzeile vielfach im Fernsehen und in der Presse zitiert oder abgewandelt und entwickelte sich schnell zu einem geläufigen Ausdruck und geflügeltem Wort.
Nach Angaben des Bild-Chefredakteurs Kai Diekmann wurde die Schlagzeile von Georg Streiter, dem Politikchef des Blattes, erdacht. Rhetorisch orientiert sich die Satzbildung an ähnlichen Wir-Aussagen wie dem Satz „Wir sind Weltmeister“, der bei Jubelfeiern nach gewonnenen Fußballweltmeisterschaften oft zu hören ist. Die Schlagzeile ist damit ein Beispiel für das rhetorische Stilmittel des totum pro parte und unterstellt eine besondere Identifikation der deutschen Bevölkerung mit „ihrem“ Papst Benedikt XVI. In dem Kurzbericht unter der Schlagzeile erklärte die Zeitung, Benedikt sei „der erste Deutsche seit 482 Jahren auf dem heiligen Stuhl“.

## Wirkung
Bereits eine Woche später, am 27. April 2005, stellte Bild unter der Überschrift „Eine Schlagzeile wird Kult“ fest, ihr Aufmacher sei auf dem Weg, Kultstatus zu erlangen. Die von der Bild-Zeitung abgedruckten Fotobeweise stammten allerdings aus der sich satirisch verstehenden Gegenaktion eines Blogs; ein angeblich auf einer Brücke befindliches Graffito „Wir sind Papst“, das die Bild-Zeitung gedruckt hatte, war durch digitale Bildbearbeitung entstanden.
Die Schlagzeile wurde schnell auch in abgewandelter Form verwendet, etwa durch das Magazin Der Spiegel, das über einem Bild mit Gerhard Schröder und Angela Merkel kurz nach der Bundestagswahl 2005 titelte: „Wir sind Kanzler“, und von Petra Pau, die sich Anfang Januar 2006 in einer Presseerklärung mit den Worten „Wir sind Preußen!“ gegen Matthias Platzecks Ruf nach preußischen Tugenden wandte.
Die Gesellschaft für deutsche Sprache setzte die Wendung „Wir sind Papst!“ auf den zweiten Platz unter den zehn Wörtern des Jahres 2005, da sie sprachlich einprägsam sei und eine bestimmte Stimmung in der Bevölkerung widergespiegelt habe. Außerdem sei sie später zu Sprach-Spielen genutzt worden. Der Art Directors Club für Deutschland verlieh Bild einen Goldenen und einen Silbernen Nagel für Zeitungsgestaltung und Text der „Wir sind Papst!“-Ausgabe.
Das Musikduo Urbi & Orbi veröffentlichte im Mai 2005 die Single Wir sind Papst!, die sechs Wochen lang in den unteren Rängen der deutschen Charts vertreten war. „Wir sind Papst!“ wurde – meist zusammen mit dem Kampagnen-Slogan „Du bist Deutschland“ – auch von Kabarettisten und Satirikern immer wieder aufgegriffen. So mutmaßte etwa Hagen Rether, beim Tod des Papstes würde die Bild-Zeitung wahrscheinlich „Wir sind tot!“ titeln. Der bayerische Komiker Michael Mittermeier hingegen verkündete, nicht „ihr Deutschen“, sondern „wir Bayern“ seien Papst. Der türkischstämmige Satiriker Osman Engin nahm in seinem Magazinbeitrag Ich bin Papst für den WDR  den Ausspruch zum Anlass, die „oft absurden Situationen im Umgang mit vermeintlichen Ausländern“ deutlich zu machen. Er wurde dafür mit dem Civis-Medienpreis der ARD ausgezeichnet.
Der Versuch der Bild-Zeitung, den Ausspruch als Wortmarke eintragen zu lassen, wurde vom Münchener Marken- und Patentamt im November 2006 abgelehnt. Eine solche Marke verstoße der Meinung des Gerichtes folgend gegen die guten Sitten: „Werde der Begriff des Papstes – als Christi Stellvertreter – zu Verkaufszwecken verwendet, könnten Gläubige daran Anstoß nehmen“.
Die Bild-Schlagzeile wurde auch im Rahmen der österreichischen EU-Präsidentschaft im ersten Halbjahr 2006 von einigen österreichischen Medien in die Schlagzeile „Wir sind Präsident!“ umgemünzt.
Auch im Jahre 2007 wurde die Schlagzeile aufgegriffen. Nach dem Gewinn der Weltmeisterschaft durch die deutsche Fußballnationalmannschaft der Frauen hieß die Schlagzeile „Wir sind WeltmeisterIN!“, im Oktober titelte das Blatt nach den beiden Nobelpreisen für deutsche Forscher „Wir sind Nobelpreis!“.
Auch die Verleihung des Oscars für den besten fremdsprachigen Film 2007 an Florian Henckel von Donnersmarck (Deutschland) für Das Leben der Anderen und 2008 an Stefan Ruzowitzky (Österreich) für Die Fälscher verleitete etliche Medien zum Ausspruch: „Wir sind Oscar“.
Im Zusammenhang mit Papst Benedikts Aufhebung der Exkommunikation von vier Bischöfen der Pius-Bruderschaft am 21. Januar 2009 wurde der Ausspruch Wir sind Papst in der öffentlichen Debatte mehrfach in Frage gestellt oder variiert. So titelte die taz am 2. Februar 2009 „Wir sind peinlich. Die seltsamen Entscheidungen des Papstes Benedikt XVI.“ Des Weiteren lautete der Titel einer Ausgabe der Talkshow Maybrit Illner am 5. Februar 2009 „Sind wir noch Papst? Religion im Rückwärtsgang?“ und der Publizist Henryk M. Broder veranschaulichte dieses Phänomen in Spiegel Online zusammenfassend mit den Worten „Eben waren wir noch alle Papst, jetzt brechen wir den Stab über den Pontifex.“
Anlässlich des Papstbesuchs in Deutschland 2011 wurde die Bild-Titelseite vom 20. April 2005 als 2880 Quadratmeter großer Druck an der Fassade des Axel-Springer-Hochhauses in Berlin angebracht.
Benedikt XVI. trat am 28. Februar 2013 von seinem Amt als Papst aus gesundheitlichen Gründen zurück. Er starb am 31. Dezember 2022 im Kloster Mater Ecclesiae im Alter von 95 Jahren, wo er seit seiner Emeritierung gelebt hatte.
Im Nachgang seines Todes wurde die Schlagzeile der Bild-Zeitung erneut medial aufgegriffen und für die neue Situation abgeändert. So titelte die Tagesschau „Wir waren Papst“, während Satirebeiträge eine fiktive Bild-Schlagzeile „Wir sind tot“ erdachten.